# Andrea Horn (Sängerin)
Andrea Horn (Künstlername Hedi Prien, * 10. November 1933 in Wien) ist eine österreichische Sängerin und Schriftstellerin.

## Leben
Andrea Horn wuchs in Wien auf und nahm während ihrer Schulzeit Klavierunterricht. Sie sang im Schulchor und wirkte im Schulfunk beim Österreichischen Rundfunk, in deutschen und englischen Sendungen mit.
Nach der Matura sang sie für die Plattenfirma Polydor Backgroundgesang, unter anderem war sie auf Singles von Peter Kraus und Ted Herold zu hören. Es folgten Aufnahmen mit dem Mädchentrio Die Glorias. Zu ihren Partnerinnen gehörten Helga Schramm, Inge Buchner und Susanne Adorjan. Ihren größten Erfolg konnte sie als Duo mit Trixie Kühn unter dem Namen Honey Twins erreichen. Die Singles Charlie Brown (#17), … nur ein Küsschen (#37) und Banjo Boy (#32) erreichten die Top 50 der deutschen Singlecharts. Als Solistin war sie auf Singles bei Austrophon, bei Mastertone und Elite Schallplatten unter dem Namen Hedi Prien, gelegentlich auch als Hedy Prien zu hören.
1959 führte eine Tournee mit dem Orchester Max Greger durch Deutschland. Im Dezember 1959 lernte sie im Fernsehstudio des NDR in Hamburg-Lokstedt Wyn Hoop kennen, zog 1960 nach Hamburg. Im selben Jahr hatten die Honey Twins einen kurzen Auftritt im Film Mein Schatz komm mit ans blaue Meer mit Joachim Fuchsberger und Harald Juhnke. Im Juni 1961 heiratete Andrea Horn Wyn Hoop. 
Horn arbeitete in Hamburg als Backgroundsängerin beim Fernsehen und in verschiedenen Tonstudios, bei den Aufnahmen der Partyplatten von James Last und für Freddy Quinn. Als Solistin war sie bei Philips unter Vertrag und trat in TV-Sendungen beim RIAS Berlin, NDR, WDR, SWF Baden-Baden auf. 1966 nahm sie mit Wyn Hoop und dem Südwestfunktanzorchester unter Rolf-Hans Müller an einer sechswöchigen Tournee von Griechenland bis Japan teil – vom Auswärtigen Amt als Vertreter Deutschlands entsandt. Eine Tournee durch Mexiko und ein Gastspiel bei der Weltausstellung in Osaka folgten.
Bei Teldec erschien eine erste gemeinsame LP mit Wyn Hoop, unter dem Namen Wyn & Andrea, mit internationaler Folklore. Weitere LPs folgten, unter anderem auch bei Ariola. Als Duo und im Solo gab es Auftritte im Fernsehen (Musik aus Studio B, ZDF-Hitparade, Drei mal Neun mit Wim Thoelke) und bei verschiedenen Funkanstalten.
1978 beendete das Ehepaar seine musikalische Karriere, nachdem der Erfolg ausblieb. Stattdessen widmeten sich die beiden ihrer gemeinsamen Lieblingsbeschäftigung, dem Segeln. Es entstanden mehrere „Nautische Reiseführer“ für den Hamburger Verlag Edition Maritim, zum Teil in fünfter Auflage und mittlerweile auch als E-Books. Mit ihrem Ehemann lebt sie in Hamburg.

## Werke
- Türkische Küste. Mit Wyn Hoop. Hamburg: Edition Maritim, 1994. ISBN 978-3-89225-292-4 (5 Auflagen)
- Main, Main-Donau-Kanal, Donau. Mit Wyn Hoop. Hamburg: Edition Maritim, 1993. ISBN 978-3-89225-254-2 (2 Auflagen)
- Nebenflüsse der Elbe. Mit Wyn Hoop. Hamburg: Edition Maritim, 1992. ISBN 978-3-89225-238-2
- Durch die Nordägäis bis Istanbul. Mit Wyn Hoop. Hamburg: Edition Maritim, 1989. ISBN 978-3-89225-168-2
- Korsika, Nordost-Sardinien, toskanische Inselwelt. Mit Wyn Hoop. Hamburg: Edition Maritim, 1988. ISBN 978-3-89225-160-6 (4 Auflagen)
- Türkische Südküste und Zypern. Mit Wyn Hoop. Hamburg: Edition Maritim, 1985. ISBN 978-3-922117-70-4
- Kreuzen zwischen türkischer Küste und ostgriechischen Inseln. Mit Wyn Hoop. Hamburg: Edition Maritim, 1983. ISBN 978-3-922117-43-8

## Diskografie

### Soloveröffentlichungen
Solo als Hedy/i Prien
- 1956: In ganz Brasilien / Adolar (Mastertone)
- 1961:  Eine blaue Zauberblume / Roter Wein und Musik in Toskanien / Wenn / Patricia (Donaulandzusammen mit Kay Twins und Rudi Kreuzberger)
- 19??: Schlager-Parade mit Hedi Prien (EP, Disco-Club)
- 19??: Spiele Guitar, Sammy / Chica Mexica (Mastertone, als Hedi Prien und die Swingstars)
- 19??: Tra-la-la / In ganz Brasilien (Mastertone, als Hedi Prien und die Swingstars)
- 19??: Hula Hup / Capitano (Austroton, als Hedi Prien und das Orchester Lutz Albrecht)
- 19??: Nur du, du, du Allein (To Know Him Is to Love Him) / Der Rote Mohn (Donauland)

Solo als Andrea Horn
- 1961: Yes, das ist Kopenhagen (Ariola)
- 1962: Sommernacht (Philips)
- 1964: Dalagatan 10, Stockholm (Kärleksland) / Spiel nicht mit der Liebe (Ariola)
- 1971: Soley, Soley (Sonne, Sonne) (Decca)
- 1972: Ring-E-Ding-E-Dong (Decca)
- 1973: In Amsterdam (Decca)

Zusammen mit Wyn Hoop
- 1969: Komm mit, schönes Kind (Decca)
- 1971: Brezelchen / Hey, heut fang ich ein neues Leben an (Decca)

### Als Wyn & Andrea
Alben
- 1965: Folklore International (Decca)
- 1972: Trommeln, Tänze, Tropennacht (Decca)
- 1976: Ich hab dich lieb (United Artists Records)
- 19??: Danke Freunde (United Artists Records)

Singles
- 1962: Mister und Missis (John Mason Whitney III) / Rot, rot blüht der Mohn  (Ariola)
- 1972: Angelina / Machs wie der Clown (Decca)
- 1974: Deinetwegen – Meinetwegen (M Music)
- 1975: Der Nachbar (United Artists Records)
- 1976: Deine Liebe (True Love) (M Music)
- 19??: Alle Menschen brauchen Liebe (M Music)
- 19??: Danke Freunde (United Artists Records)

### Mit Die Gloria-Sisters
- 1955: Dudel-Dudel-Dandy / Billy, Oh Billy (Polydor)
- 1955: Die Gloria Sisters (Polydor)
- 1955: Silberne Möve / Im Gasthaus Zur Laterne (Polydor)
- 1955: Was haben die Matrosen in Singapur gemacht / Orchestrion-Jonny (Polydor)
- 1956: Tanz bei Onkel Joe (Polydor)
- 1956: Das Schifferklavier / In der Roten Schenke von Sansibar (Polydor)

### Mit Honey Twins
Singles
- 1959: Charly Brown (Polydor)
- 1959: Modell 1910 (Polydor)
- 1959: Das ist prima (Polydor, zusammen mit James Brothers)
- 1960: …nur ein Küsschen (Polydor)
- 1960: Banjo Boy (Decca)
- 1960: Honey Twins (Polydor)
- 1960: Zeig mir bei Nacht die Sterne (Polydor)
- 1960: Tingelingeling, mein Banjo singt / Joe Brown, der Clown (Cathy's Clown) (Polydor)

Kompilationen
- 1984: Nur ein Küsschen (LP, Bear Family Records; CD: 2000)